# Federația Română de Darts
Federația Română de Darts este structura care organizează și coordonează competițiile de darts din România.

## Istoric
- În primăvara anului 2008 ia ființă Federația de Darts din România, în luna mai a aceluiași an având loc prima competiție oficială, Metaxa 501 Maxx Open.[1]
- În decembrie 2008 are loc, la Club Fabrica din București, prima ediție a Finalei Campionatului Național de Darts, Metaxa Masters of Darts, la care au participat cei mai buni 32 de jucători din România.[2]
- În anul 2010 federația națională devine membră cu drepturi depline a World Darts Federation, organizând în octombrie, la București, și prima competiție internațională, Romanian International Darts Open (RIDO).[3][4]
- În anul 2011 Daniel Racoveanu devine primul jucător român de darts care reușește să câștige un concurs internațional, Rhinoceros Open Tournament, desfășurat în luna mai la Sofia, în Bulgaria.[5]
- În anul 2014, luna ianuarie, are loc prima ediție a celei de-a doua competiții internaționale organizate de federația națională, Romanian Classic Darts Open.[6]
- În anul 2014, luna septembrie, are loc la București WDF Europe Cup 2014, eveniment susținut prin eforturi proprii de către federația națională și cluburile sportive afiliate acesteia.[7][8][9]
- În anul 2016, luna ianuarie, are loc prima ediție a Romanian Darts Festival, ce reunește a șasea ediție a Romanian International Darts Open (RIDO) și a treia ediție a Romanian Classic Darts Open (RCDO).[10]
- În anul 2017 echipa națională de darts a României câștigă primul trofeu internațional din istorie, competiția pe echipe a Mediterranean Cup 2017, desfășurată în Poissy, Franța.[11][12][13]
- În anul 2019 are loc la Cluj-Napoca, în luna octombrie, WDF World Cup 2019, a 22-a ediție a campionatului mondial de darts organizat de World Darts Federation, la care participă aproximativ 500 de sportivi din 53 de țări.[14][15][16][17][18][19]
- În anul 2020 Gabriel Pascaru înregistrează două premiere pentru darts-ul din România. Prima este participarea la BDO World Professional Championships, organizat de British Darts Organisation, calificat după ocuparea poziției secunde în clasamentul zonei est europene. Cea de-a doua o reprezintă participarea la Q School, competiția organizată de Professional Darts Corporation pentru obținerea dreptului de a participa la competițiile circuitului internațional profesionist.[20][21][22]
- În anul 2022 László Kádár devine primul român calificat la un campionat mondial desfășurat la Lakeside, WDF World Darts Championship.[23]
- În anul 2024 László Kádár obține la WDF Europe Cup 2024, competiție desfășurată în Šamorín, Slovacia, prima medalie de bronz a României la un concurs individual.[24]
- În anul 2024 Federația Română de Darts devine, alături de federațiile de profil din Austria, Islanda, Turcia și Ungaria, partener al Digidarts, un proiect dezvoltat în cadrul programului Erasmus+ Sport Collaborative Partnership, având ca scop promovarea darts-ului în diverse țări europene și crearea unor oportunități unice de implicare sportivă și socială.[25][26]
- În anul 2025, luna august, are loc Eastern European Darts Challenge, ce reunește competițiile Timișoara Darts Grand Prix (TDGP) și Timișoara International Darts Open (TIDO), ambele la prima ediție.[27]

## Campionatul național de darts
Campionatul național de darts se desfășoară pentru categoriile masculin, feminin și juniori mixt (U25). Fiecare club afiliat Federației Române de Darts are obligația de a organiza cel puțin o cupă în cadrul Campionatului național de darts în fiecare sezon competițional la care participă.
Finala Campionatului național de Darts este concursul de tip masters în urma căruia se stabilesc campionii naționali pentru categoriile de mai sus. La acest concurs pot participa jucătorii clasați pe primele 48 de locuri din clasamentul masculin și jucătoarele clasate pe primele 12 locuri din clasamentul feminin.  

### Cluburi afiliate
| Denumire club sportiv                            | Localitate   | Status  |
| ------------------------------------------------ | ------------ | ------- |
| Asociația Club Sportiv Club Darts Bacău          | Bacău        | activ   |
| Asociația Club Sportiv Kronstadt Darts           | Brașov       | activ   |
| Asociația Club Sportiv Tati Bar                  | București    | activ   |
| Asociația Club Sportiv Hunters Darts Club        | București    | activ   |
| Asociația Club Sportiv Hattrick                  | București    | activ   |
| Asociația Club Sportiv Corner Darts Club         | Cluj-Napoca  | activ   |
| Asociația Club Sportiv Darts Club Mioveni        | Mioveni      | activ   |
| Asociația Club Sportiv Knights of Darts Ploiești | Ploiești     | activ   |
| Asociația Club Sportiv Darts Slatina             | Slatina      | activ   |
| Asociația Club Sportiv Raptor Darts Club         | Slatina      | activ   |
| Asociația Club Sportiv Helios Mureș              | Târgu Mureș  | activ   |
| Asociația Club Sportiv Mureș Darts Club          | Târgu Mureș  | activ   |
| Asociația Club Sportiv Darts Club Timișoara      | Timișoara    | activ   |
| Asociația Club Sportiv Dreamers                  | București    | inactiv |
| Asociația Club Sportiv Sport-for-all             | București    | inactiv |
| Asociația Club Sportiv Cluj Darts Club           | Cluj-Napoca  | inactiv |
| Asociația Club Sportiv Iași Darts Club           | Iași         | inactiv |
| Asociația Club Sportiv Mylo                      | Mioveni      | inactiv |
| Asociația Club Sportiv Jucătorul de Biliard      | Moșnița Nouă | inactiv |
| Asociația Club Sportiv Darts Club Oradea         | Oradea       | inactiv |
| Asociația Club Sportiv Kataroaie                 | Piatra Neamț | inactiv |
| Asociația Club Sportiv TCC 2018                  | Piatra Neamț | inactiv |
| Asociația Club Sportiv Wolf Darts Club Ploiești  | Ploiești     | inactiv |
| Asociația Club Sportiv Backdoor Darts Club       | Satu Mare    | inactiv |
| Asociația Club Sportiv Răzeșii Darts Club        | Suceava      | inactiv |

### Listă finale Masters masculin
| Sezon     | Campion (medie în finală) | Scor | Finalist (medie în finală) | Loc desfășurare |
| --------- | ------------------------- | ---- | -------------------------- | --------------- |
| 2007-2008 | Toma Georgescu            | -    | -                          | București       |
| 2008-2009 | Vlad Popa                 | -    | -                          |                 |
| 2009-2010 | Daniel Racoveanu          | -    | Vlad Popa                  |                 |
| 2010-2011 | Daniel Racoveanu          | -    | László Kádár               |                 |
| 2011-2012 | Cristian Cimpoca          | -    | Vlad Popa                  |                 |
| 2012-2013 | Alexandru Stoian          | -    | Vlad Popa                  | Târgu Mureș     |
| 2013-2014 | Adrian Frim               | -    | László Kádár               | Târgu Mureș     |
| 2014-2015 | Adrian Frim               | -    | Alexandru Stoian           |                 |
| 2015-2016 | Adrian Frim               | 8-7  | Gabriel Pascaru            | Cluj-Napoca     |
| 2016-2017 | Gabriel Pascaru           | -    | Adrian Frim                | Cluj-Napoca     |
| 2017-2018 | Adrian Frim               | -    | Gabriel Pascaru            | Cluj-Napoca     |
| 2018-2019 | Alexandru Stoian          | 8-4  | Adrian Frim                | București       |
| 2019-2020 | Alexandru Stoian          | -    | Adrian Frim                | Săftica         |
| 2020-2021 | László Kádár (88,90)      | 8-4  | Vonya Brody-Attila (83,71) | Târgu Mureș     |
| 2021-2022 | Adrian Frim (73,31)       | 8-5  | Vonya Brody-Attila (71,30) | Cluj-Napoca     |
| 2022-2023 | László Kádár (80,43)      | 8-3  | Alexandru Stoian (77,53)   | Săftica         |
| 2023-2024 | Daniel Racoveanu (82,46)  | 8-3  | Adrian Frim (77,36)        | Timișoara       |
| 2024-2025 | László Kádár (86,79)      | 8-5  | Daniel Racoveanu (78,78)   | Timișoara       |
| 2025-2026 |                           | -    |                            |                 |

### Listă finale Masters feminin
| Sezon     | Campioană (medie în finală) | Scor | Finalistă (medie în finală) | Loc desfășurare |
| --------- | --------------------------- | ---- | --------------------------- | --------------- |
| 2011-2012 | Oana Bîrsan                 | -    |                             |                 |
| 2012-2013 | Oana Bîrsan                 | -    | Suzana Neagu                | Târgu Mureș     |
| 2013-2014 | Oana Bîrsan                 | -    | Mihaela Ivan                | Târgu Mureș     |
| 2014-2015 | Oana Bîrsan                 | -    | Andreea Constantinescu      |                 |
| 2015-2016 | Doriana Epuran              | 6-5  | Oana Cimpoca                | Cluj-Napoca     |
| 2016-2017 | Doriana Epuran              | -    | Oana Cimpoca                | Cluj-Napoca     |
| 2017-2018 | Andreea Brad                | -    | Doriana Macovei             | Cluj-Napoca     |
| 2018-2019 | Andreea Brad                | 6-0  | Carmen Stoean               | București       |
| 2019-2020 | Oana Cimpoca                | -    | Monica Dan                  | Săftica         |
| 2020-2021 | Oana Cimpoca (48,13)        | 6-1  | Andreea Brad (41,48)        | Târgu Mureș     |
| 2021-2022 | Oana Cimpoca (47,01)        | 7-5  | Andreea Brad (45,06)        | Cluj-Napoca     |
| 2022-2023 | Giulia Olteanu (54,69)      | 7-5  | Oana Cimpoca (54,63)        | Săftica         |
| 2023-2024 | Giulia Olteanu (60,93)      | 7-2  | Crina Răvar (52,55)         | Timișoara       |
| 2024-2025 | Giulia Olteanu (60,44)      | 7-5  | Oana Cimpoca (59,12)        | Timișoara       |
| 2025-2026 |                             | -    |                             |                 |

## Competiții internaționale

### Romanian International Darts Open (RIDO)
RIDO face parte din circuitul internațional al World Darts Federation, competițiile la masculin și la feminin fiind de categoria Silver.

#### Listă finale RIDO masculin
| An   | Campion (medie în finală) | Scor | Finalist (medie în finală)  |
| ---- | ------------------------- | ---- | --------------------------- |
| 2010 | Nándor Bezzeg             | 6-0  | Marios Myrianthou           |
| 2011 | Joe Murnan                | 6-2  | Peter Martin                |
| 2012 | Jeffrey de Graaf          | 6-2  | Martin Phillips             |
| 2013 | Tony O'Shea               | 6-1  | Ron Meulenkamp              |
| 2014 | Scott Waites (83,76)      | 7-4  | Sami Sanssi (83,37)         |
| 2015 | -                         | -    | -                           |
| 2016 | Fabian Roosenbrand        | 6-3  | Scott Baker                 |
| 2017 | Silko Visser (83,88)      | 6-5  | Martin Atkins-Wigan (90,90) |
| 2018 | Martin Phillips           | 6-0  | Gary Thompson               |
| 2019 | Dave Parletti             | 6-5  | Gary Robson                 |
| 2020 | Nick Kenny (83,50)        | 6-5  | László Kádár (89,00)        |
| 2021 | -                         | -    | -                           |
| 2022 | Patrik Kovács             | 5-0  | Scott Marsh                 |
| 2023 | László Kádár (81,98)      | 5-4  | Gary Stone (84,10)          |
| 2024 | Alexander Merkx (90,24)   | 5-3  | Patrik Kovács (81,30)       |
| 2025 | Brian Raman (89,38)       | 5-2  | John Michael (84,79)        |

#### Listă finale RIDO feminin
| An   | Campioană (medie în finală) | Scor | Finalistă (medie în finală) |
| ---- | --------------------------- | ---- | --------------------------- |
| 2010 | Zsófia Lázár-Köntös         | 5-3  | Kathy Geeraerts             |
| 2011 | Lorraine Winstanley         | 5-2  | Jane Shearing               |
| 2012 | Kathy Geeraerts             | 5-3  | Anelia Eneva                |
| 2013 | Anelia Eneva                | 5-2  | Rachna David                |
| 2014 | -                           | -    | -                           |
| 2015 | -                           | -    | -                           |
| 2016 | Rachel Brooks               | 5-3  | Marjolein Noijens           |
| 2017 | Karolina Podgórska (65,91)  | 5-3  | Anca Zijlstra (60,57)       |
| 2018 | Karolina Podgórska          | 5-3  | Julie Thompson              |
| 2019 | Aileen de Graaf             | 5-2  | Deta Hedman                 |
| 2020 | Deta Hedman (77,20)         | 5-2  | Anca Zijlstra (66,40)       |
| 2021 | -                           | -    | -                           |
| 2022 | Beau Greaves                | 5-0  | Jo Clements                 |
| 2023 | Beau Greaves (91,65)        | 5-0  | Deta Hedman (65,63)         |
| 2024 | Deta Hedman (75,66)         | 5-2  | Eve Watson (64,65)          |
| 2025 | Aileen de Graaf (73,67)     | 5-4  | Deta Hedman (73,30)         |

### Romanian Classic Darts Open (RCDO)
RCDO face parte din circuitul internațional al World Darts Federation, competițiile la masculin și la feminin fiind de categoria Silver.

#### Listă finale RCDO masculin
| An   | Campion (medie în finală) | Scor | Finalist (medie în finală)      |
| ---- | ------------------------- | ---- | ------------------------------- |
| 2014 | Scott Mitchell            | 6-5  | Eddie White                     |
| 2015 | Jamie Hughes              | 6-4  | James Hurrell                   |
| 2016 | Jamie Hughes              | 6-1  | Alan Bell                       |
| 2017 | Andy Baetens (85,65)      | -    | Scott Baker (85,62)             |
| 2018 | Daniel Day                | 6-5  | Wouter Vaes                     |
| 2019 | John Michael              | 6-5  | Derk Telnekes                   |
| 2020 | Wayne Warren (82,20)      | 6-3  | Martin Marti Santamaria (75,80) |
| 2021 | -                         | -    | -                               |
| 2022 | Luke Littler              | 5-1  | Jelle Klaasen                   |
| 2023 | Gary Stone (85,02)        | 5-3  | Mark Graham (78,13)             |
| 2024 | Jimmy van Schie (93,82)   | 5-4  | Alexander Merkx (90,51)         |
| 2025 | David Pallett (80,98)     | 5-3  | Brandon Stow (81,33)            |

#### Listă finale RCDO feminin
| An   | Campioană (medie în finală) | Scor | Finalistă (medie în finală) |
| ---- | --------------------------- | ---- | --------------------------- |
| 2014 | Amanda Abbot                | -    | Anelia Eneva                |
| 2015 | Hana Bělobrádková           | 5-1  | Jana Kanovska               |
| 2016 | Anette Tillbom              | 5-4  | Hana Bělobrádková           |
| 2017 | Maria O'Brien (64,32)       | -    | Paula Jacklin (55,65)       |
| 2018 | Deta Hedman                 | 5-0  | Renata Słowikowska          |
| 2019 | Karolina Podgórska          | 5-3  | Margaret Sutton             |
| 2020 | Amanda Harwood (75,50)      | 5-1  | Marjolein Noijens (66,70)   |
| 2021 | -                           | -    | -                           |
| 2022 | Jitka Císařová              | 4-1  | Roz Bulmer                  |
| 2023 | Beau Greaves (79,11)        | 4-0  | Kirsty Hutchinson (71,60)   |
| 2024 | Deta Hedman (89,46)         | 5-0  | Lorraine Hyde (71,81)       |
| 2025 | Lerena Rietbergen (70,96)   | 5-2  | Sophie McKinlay (71,41)     |

### Timișoara Darts Grand Prix (TDGP)
TDGP face parte din circuitul internațional al World Darts Federation, competițiile la masculin și la feminin fiind de categoria Silver. 

#### Listă finale TDGP masculin
| An   | Campion (medie în finală) | Scor | Finalist (medie în finală) |
| ---- | ------------------------- | ---- | -------------------------- |
| 2025 | Neil Duff (82,66)         | 5-2  | Zsolt Bai (79,03)          |

#### Listă finale TDGP feminin
| An   | Campioană (medie în finală) | Scor | Finalistă (medie în finală) |
| ---- | --------------------------- | ---- | --------------------------- |
| 2025 | Jitka Císařová (65,88)      | 5-2  | Greta Tekauer (57,18)       |

### Timișoara International Darts Open (TIDO)
TIDO face parte din circuitul internațional al World Darts Federation, competițiile la masculin, la feminin și la juniori fiind de categoria Bronze.

#### Listă finale TIDO masculin
| An   | Campion (medie în finală) | Scor | Finalist (medie în finală) |
| ---- | ------------------------- | ---- | -------------------------- |
| 2025 | Neil Duff (98,88)         | 5-0  | László Kádár (84,67)       |

#### Listă finale TIDO feminin
| An   | Campioană (medie în finală) | Scor | Finalistă (medie în finală) |
| ---- | --------------------------- | ---- | --------------------------- |
| 2025 | Jitka Císařová (68,32)      | 4-0  | Greta Tekauer (60,34)       |

#### Listă finale TIDO U23
| An   | Campion (medie în finală) | Scor | Finalist (medie în finală) |
| ---- | ------------------------- | ---- | -------------------------- |
| 2025 | Alessandro Fuochi (73,91) | 4-3  | Vlad Chira (73,01)         |

#### Listă finale TIDO juniori (U18)
| An   | Campion (medie în finală) | Scor | Finalist (medie în finală) |
| ---- | ------------------------- | ---- | -------------------------- |
| 2025 | Zsombor Baka (70,84)      | 4-1  | Timo Ganser (62,32)        |